# Lakumazaur
Lakumazaur (Lakumasaurus) – mozazaur z podrodziny Tylosaurinae. Był młodszym synonimem Taniwazaura.